# Claudia Pinna
Claudia Pinna (San Gavino Monreale, 4 dicembre 1977) è una mezzofondista italiana.
In carriera vanta sei titoli italiani: tre assoluti (5000 m nel 2007, mezza maratona nel 2013 e 10000 m nel 2015), uno universitario (3000 m nel 2003), uno master (mezza maratona nel 2014) ed uno allieve (corsa campestre nel 1994).
A livello internazionale ha vinto due medaglie nella classifica a squadre della Coppa Europa 10000 m: argento a Bilbao in Spagna nel 2012 e bronzo in Italia a Cagliari nel 2015.

## Biografia

### Gli inizi, il titolo italiano giovanile di cross e le Gymnasiadi
Da bambina ha scelto l'atletica perché era introversa e testarda, quindi i suoi genitori (mamma Ginetta e papà Felice) l'hanno fatta affacciare ad uno sport completo e individuale. Ha giocato anche a basket.
La sua prima gara l'ha fatta a 8 anni. Il papà, che seguiva per divertimento un gruppo di ragazzi, la portava a gareggiare.
Nella sua famiglia, oltre lei, anche i tre fratelli sono sportivi: il fratello Marco pratica atletica e triathlon, sua sorella Silvia (ora atleta), giocava a basket ed è stata seguita dal più piccolo di casa, Roberto.
Ha iniziato a correre all'età di 7 anni, 1984, spinta dal padre che è un grande appassionato di atletica e questa passione gliel'ha trasmessa in quanto lui è sempre stato promotore di una vita di sport.

Per un anno ha abbandonato la pratica dell'atletica per il basket.
Poi nel 1993, all'età di 16 anni, Elvio Carola le ha fatto conoscere il suo storico allenatore, Antonio, detto "Lello", Podda. È così entrata a far parte dell'Atletica Podistica San Gavino, la sua famiglia sportiva. Ha corso con loro sino al 1997, anno in cui è passata al Cus Cagliari per poter fare esperienze nazionali e internazionali. Tuttora vive e si allena a San Gavino Monreale ed i suoi sport preferiti, dopo l'atletica leggera, sono il triathlon (che l'ha praticato, sia quello olimpico che lo sprint, in quanto il suo allenatore oltre che essere un atleta, segue anche i triatleti) ed il basket.
Nel 1994 vince il suo primo titolo italiano nella corsa campestre allieve e poi la medaglia d'argento sui 1500 m ai campionati italiani allieve.
Nono posto sui 1500 m alle Gymnasiadi a Nicosia nell'isola-stato di Cipro.

### 1995-2003: i Mondiali juniores di cross ed il titolo nazionale universitario sui 3000 metri
Bronzo agli italiani di corsa campestre juniores nel 1995.
Ha partecipato ai Mondiali juniores di corsa campestre svoltisi nel 1995 a Durham in Gran Bretagna terminando all'83º posto e 13ª nella classifica a squadre.
1996, nei campionati italiani di categoria juniores è stata nona nella corsa campestre e quarta sui 3000 m.
Tre medaglie nel 1997: argento sia negli italiani di corsa campestre promesse (12º posto nella classifica assoluta) che agli universitari ed un bronzo sui 5000 m promesse.
Due argenti nazionali nel 1998: 3000 m ai campionati universitari e 5000 m promesse (quarta sui 1500 m). nona posizione agli assoluti di Roma sui 5000 m.
Nel 2000, è stata bronzo ai nazionali universitari sui 3000 m e nono posto sui 10000 m assoluti.
Medaglia d'argento sui 3000 m agli italiani universitari e quinto posto sui 5000 m agli assoluti di Catania nel 2001.
2002, argento ai campionati nazionali universitari nei 3000 m e poi undicesima sia agli assoluti sui 10000 m su pista che nei 5000 m agli assoluti di Viareggio.
Un titolo nazionale vinto nel 2003 agli italiani universitari sui 3000 m; poi quattro piazzamenti in altrettante finali corse: quarta agli assoluti indoor sui 3000 m, nona nella corsa campestre, sesta e quinta agli assoluti rispettivamente nei 10000 e 5000 m.

### 2004-2010: il titolo italiano assoluto sui 5000 metri e l'esordio nella Nazionale assoluta
Nella stagione sportiva 2004 non ha disputato campionati italiani per potersi dedicare alla preparazione per la laurea ottenuta lo stesso anno.
Una medaglia di bronzo nel 2005 sui 5000 m agli assoluti ed in precedenza un sedicesimo ed un sesto posto rispettivamente nella corsa campestre e sui 10000 m su pista.
Nel 2006 è stata sesta agli italiani di corsa campestre e quarta agli assoluti di Torino sui 10000 m.
Titolo italiano agli assoluti di Padova nel 2007 sui 5000 m e medaglia di bronzo nei 10000 m; inoltre è stata vicecampionessa ai campionati italiani di maratona a Roma.
Esordio in Nazionale assoluta ad Udine in occasione dei Mondiali di mezza maratona con 30º posto nell'individuale e 7º di squadra.
Bronzo nei 10000 m e sesta sui 5000 m e agli assoluti di Cagliari nel 2008.
Nel 2010 ha partecipato agli assoluti di corsa campestre a Formello terminando al ventiduesimo posto e poi è stata nona agli assoluti di Grosseto sui 5000 m.

### 2011-2017: il titolo italiano assoluto di mezza maratona, due medaglie nella Coppa Europa 10000 metri ed il titolo assoluto sui 10000 metri
Nel 2011 quinta e sesta agli assoluti di Torino rispettivamente su 10000 e 5000 m.
Sesta alla Maratona di Firenze.
Ai campionati assoluti del 2012 ha vinto la medaglia d'argento sui 10000 m ed è stata quarta nei 5000 m.
Dodicesima in Coppa Europa 10000 m a Bilbao in Spagna con argento nella classifica a squadre;

tredicesima alla Maratona di Francoforte.
Agli Europei di corsa campestre a Budapest in Ungheria giunge trentottesima nell'individuale e quinta nella classifica a squadre.
Nel 2013 agli assoluti sui 10000 m ha vinto la medaglia di bronzo. Settima nei 1500 e quarta sui 5000 m agli assoluti di Milano.

Titolo italiano assoluto nella mezza maratona a Cremona.
Venticinquesima ed ottava rispettivamente alla Maratona di New York e a quella di Milano.
2014, un oro e due argenti ai campionati italiani: titolo master nella mezza maratona, vicecampionessa a Ferrara sui 10000 m ed a Isernia nei 10 km su strada; poi settima nella mezza maratona, quarta sui 5000 m agli assoluti di Rovereto.
23º posto in Coppa Europa 10000 m a Skopje in Macedonia e sesta posizione nella classifica a squadre.
Terzo titolo italiano assoluto vinto ad Isernia nel 2015 sui 10000 m.
Nella Coppa Europa 10000 m in Italia a Cagliari nello Stadio Amsicora finisce al 16º posto, ma vince la medaglia di bronzo nella classifica a squadre.
Agli assoluti di Torino termina al sesto posto nella gara sui 5000 m.
Ai campionati italiani di maratona, svoltisi a Ravenna, conquista la medaglia di bronzo.
Ora è allenata da Andrea Cabboi.
Il 6 marzo del 2016 a Fucecchio diventa vicecampionessa italiana di mezza maratona.
A maggio gareggia agli assoluti dei 10000 metri su pista svoltisi a Castelporziano dove si ritira durante la gara; nel mese di giugno partecipa alla Coppa Europa dei 10000 metri tenutasi in Turchia a Mersin: finisce in 17ª posizione e quarta nella classifica a squadre; in seguito gareggia agli assoluti di Rieti in cui termina quarta nei 5000 m. A settembre disputa a Foligno gli assoluti di corsa su strada, finendo al dodicesimo posto nei 10 km.
Nel 2017 è passata a vestire la maglia della Laguna Running, società sportiva sarda di Domus de Maria, in cui militano anche le mezzofondiste/fondiste azzurre Sara Dossena, Valeria Straneo e Deborah Toniolo.
Antonio, noto "Lello", Podda è il suo attuale allenatore.

## Progressione

### 5000 metri piani
| Stagione | Tempo    | Luogo        | Data      | Rank. Mond. |
| -------- | -------- | ------------ | --------- | ----------- |
| 2016     | 16‘33“45 | Rieti        | 25-6-2016 |             |
| 2015     | 16‘35“80 | Torino       | 25-7-2015 |             |
| 2014     | 16‘31“06 | Rovereto     | 19-7-2014 |             |
| 2013     | 16‘17“39 | Milano       | 27-7-2013 |             |
| 2012     | 16‘08“93 | Oristano     | 20-5-2012 |             |
| 2011     | 16‘19“00 | Sulmona      | 25-9-2011 |             |
| 2010     | 16‘44“28 | Oristano     | 16-5-2010 |             |
| 2009     | 16‘25“67 | Caorle       | 27-9-2009 |             |
| 2008     | 16‘18“08 | Lodi         | 28-9-2008 |             |
| 2007     | 16‘07“37 | Palermo      | 30-9-2007 |             |
| 2006     | 16‘03“77 | Celle Ligure | 8-6-2006  |             |
| 2005     | 16‘16“11 | Cesena       | 12-6-2005 |             |
| 2003     | 16‘27“14 | Sassari      | 8-6-2003  |             |
| 2002     | 16‘38“68 | Viareggio    | 20-7-2002 |             |
| 2001     | 16‘39“43 | Catania      | 7-7-2001  |             |
| 1998     | 16‘35“24 | Milano       | 10-6-1998 |             |
| 1997     | 16‘41“32 | Grosseto     | 13-6-1997 |             |
| 1995     | 16‘57“58 | Sassari      | 16-7-1995 |             |

### 10000 metri piani
| Stagione | Tempo    | Luogo          | Data       | Rank. Mond. |
| -------- | -------- | -------------- | ---------- | ----------- |
| 2016     | 35‘11“26 | Mersin         | 5-6-2016   |             |
| 2015     | 33‘52“09 | Cagliari       | 6-6-2015   |             |
| 2014     | 34‘12“95 | Ferrara        | 17-5-2014  |             |
| 2013     | 34‘18“70 | Ancona         | 18-5-2013  |             |
| 2012     | 33‘02“37 | Bilbao         | 3-6-2012   |             |
| 2011     | 33‘54“01 | Torino         | 25-6-2011  |             |
| 2010     | 35‘02”98 | Oristano       | 24-4-2010  |             |
| 2008     | 34‘22”67 | Cagliari       | 19-7-2008  |             |
| 2007     | 33‘41”59 | Padova         | 27-7-2007  |             |
| 2006     | 33‘52”88 | Torino         | 7-7-2006   |             |
| 2005     | 35‘26”22 | Vigna di Valle | 22-5-2005  |             |
| 2003     | 34‘36“63 | Lumezzane      | 11-5-2003  |             |
| 2002     | 35‘12“34 | Valmontone     | 9-6-2002   |             |
| 2001     | 35‘21”22 | Sassari        | 28-4-2001  |             |
| 2000     | 35‘45“29 | Carpi          | 17-10-2000 |             |

### Mezza maratona
| Stagione | Tempo   | Luogo               | Data       | Rank. Mond. |
| -------- | ------- | ------------------- | ---------- | ----------- |
| 2017     | 1:17‘06 | Milano              | 19-3-2017  |             |
| 2016     | 1:14‘44 | Fucecchio           | 6-3-2016   |             |
| 2015     | 1:16‘53 | Pula                | 24-5-2015  |             |
| 2014     | 1:14‘03 | Verona              | 16-2-2014  |             |
| 2013     | 1:13‘14 | Cremona             | 20-10-2013 |             |
| 2012     | 1:15‘42 | Assemini            | 22-4-2012  |             |
| 2011     | 1:16‘01 | San Gavino Monreale | 30-10-2011 |             |
| 2010     | 1:19‘08 | San Gavino Monreale | 31-10-2010 |             |
| 2009     | 1:19‘17 | Pula                | 27-12-2009 |             |
| 2008     | 1:17‘52 | Uta                 | 23-11-2008 |             |
| 2007     | 1:12‘44 | Udine               | 14-10-2007 |             |
| 2006     | 1:14‘23 | Alghero             | 23-4-2006  |             |

### Maratona
| Stagione | Tempo   | Luogo       | Data       | Rank. Mond. |
| -------- | ------- | ----------- | ---------- | ----------- |
| 2017     | 2:44‘14 | Amburgo     | 23-4-2017  |             |
| 2015     | 2:44‘53 | Ravenna     | 8-11-2015  |             |
| 2013     | 2:42‘09 | Milano      | 7-4-2013   |             |
| 2012     | 2:37‘12 | Francoforte | 28-10-2012 |             |
| 2011     | 2:44‘35 | Firenze     | 27-11-2011 |             |
| 2007     | 2:54‘30 | Roma        | 18-3-2007  |             |
| 2001     | 3:06‘08 | Assemini    | 11-11-2001 |             |

## Palmarès
| Anno | Manifestazione                       | Sede     | Evento               | Risultato | Prestazione | Note   |
| ---- | ------------------------------------ | -------- | -------------------- | --------- | ----------- | ------ |
| 1994 | Gymnasiadi                           | Nicosia  | 1500 m               | 9ª        | 4'34”21     | [ 9 ]  |
| 1995 | Mondiali juniores di corsa campestre | Durham   | 4470 m               | 83ª       | 16'14       | [ 10 ] |
| 1995 | Mondiali juniores di corsa campestre | Durham   | Classifica a squadre | 13ª       | 308 punti   | [ 10 ] |
| 2007 | Mondiali di mezza maratona           | Udine    | Mezza maratona       | 30ª       | 1:12’44     | [ 11 ] |
| 2007 | Mondiali di mezza maratona           | Udine    | Classifica a squadre | 7ª        | 3:35'05     | [ 12 ] |
| 2012 | Europei di corsa campestre           | Budapest | 8050 m               | 38ª       | 29'30       | [ 13 ] |
| 2012 | Europei di corsa campestre           | Budapest | Classifica a squadre | 5ª        | 82 punti    | [ 13 ] |

## Campionati nazionali
- 2 volte campionessa italiana master di m 5000 (2022 e 2024)
- 1 volta campionessa italiana master di m 1500 (2022)
- 1 volta campionessa italiana master di maratona (2017)
- 1 volta campionessa assoluta dei 10000 m (2015)
- 1 volta campionessa master di mezza maratona (2014)
- 1 volta campionessa assoluta di mezza maratona (2013)
- 1 volta campionessa assoluta dei 5000 m (2007)
- 1 volta campionessa universitaria sui 3000 m (2003)
- 1 volta campionessa allieve di corsa campestre (1994)

1994
- Oro ai Campionati italiani allievi e allieve di corsa campestre, (Milano)[14]
- Argento ai Campionati italiani allievi e allieve, (Torino), 1500 m - 4'38”10

1995
- Bronzo ai Campionati italiani juniores di corsa campestre, (Inverigo), 4,100 km - 16'49[15]

1996
- 9ª ai Campionati italiani juniores di corsa campestre, (San Vittore Olona), 4,370 km - 17'46[16]
- 4ª ai Campionati italiani juniores e promesse, (Bressanone), 3000 m

1997
- 12ª ai Campionati italiani assoluti di corsa campestre, (Firenze), 6 km - 21'07[17]
- Argento ai Campionati italiani assoluti e giovanili di corsa campestre, (Firenze), 6 km - 21'07
(categoria promesse)[17]
- Argento ai Campionati nazionali universitari, (Serravalle), 3000 m - 9'52”21[18]
- Bronzo ai Campionati italiani juniores e promesse, (Grosseto), 5000 m - 16'41”32 
(categoria promesse)[19]

1998
- Argento ai Campionati nazionali universitari, (Formia), 3000 m - 9'28'’84[20]
- 9ª ai Campionati italiani assoluti, (Roma),
5000 m - 16'39'’34[21]
- Argento ai Campionati italiani juniores e promesse, (Pesaro), 5000 m - 16'38”32[22]
- 4ª ai Campionati italiani juniores e promesse, (Pesaro), 1500 m - 4'31”69

2000
- Bronzo ai Campionati nazionali universitari, (Torino), 3000 m - 9'43”89[23]
- 9ª ai Campionati italiani assoluti 1000 m su pista, (Carpi), 10000 m - 35'45”29[24]

2001
- Argento ai Campionati nazionali universitari, (Torino), 3000 m - 9'42”03[25]
- 5ª ai Campionati italiani assoluti, (Catania),
5000 m - 16'39”43[25]

2002
- Argento ai Campionati nazionali universitari, (Chieti), 3000 m - 9'38”13[26]
- 11ª ai Campionati italiani assoluti 10000 m su pista, (Valmontone), 10000 m - 35'12”34[26]
- 11ª ai Campionati italiani assoluti, (Viareggio),
5000 m - 16'38”68[26]

2003
- 4ª ai Campionati italiani assoluti indoor, (Genova), 3000 m - 9'37'’84[27]
- 9ª ai Campionati italiani assoluti di corsa campestre, (Roma), 4 km - 13'41[28]
- 6ª ai Campionati italiani assoluti 10000 m su pista, (Lumezzane), 10000 m - 34'36'’63[29]
- Oro ai Campionati nazionali universitari, (Salerno), 3000 m - 9'38'’12[30]
- 5ª ai Campionati italiani assoluti, (Rieti),
5000 m - 16'40'’70[31]

2005
- 8ª ai Campionati italiani assoluti di corsa campestre, (Villa Lagarina), 7,800 km - 29'13[32]
- 6ª ai Campionati italiani assoluti 10000 m su pista, (Vigna di Valle), 10000 m - 35'26'’22[33]
- Bronzo ai Campionati italiani assoluti, (Bressanone), 5000 m - 16'19'’59[33]

2006
- 6ª ai Campionati italiani assoluti di corsa campestre, (Lanciano), 8 km - 26'17[34]
- 4ª ai Campionati italiani assoluti, (Torino),
10000 m - 33'52”88[35]

2007
- Argento ai Campionati italiani assoluti di maratona, (Roma), Maratona - 2:54'30[36]
- Bronzo ai Campionati italiani assoluti, (Padova), 10000 m - 33'41”59[37]
- Oro ai Campionati italiani assoluti, (Padova),
5000 m - 16'39”34[38]

2008
- Bronzo ai Campionati italiani assoluti, (Cagliari), 10000 m - 34'22”67[39]
- 6ª ai Campionati italiani assoluti, (Cagliari),
5000 m - 16'27”36[40]

2010
- 22ª ai Campionati italiani assoluti di corsa campestre, (Formello), 8 km - 32'51[41]
- 9ª ai Campionati italiani assoluti, (Grosseto),
5000 m - 16'53”47[42]

2011
- 5ª ai Campionati italiani assoluti, (Torino),
10000 m - 33'54”01[43]
- 6ª ai Campionati italiani assoluti, (Torino),
5000 m - 16'26”54[44]

2012
- Argento ai Campionati italiani assoluti 10000 m su pista, (Terni), 10000 m - 33'26”50[45]
- 4ª ai Campionati italiani assoluti, (Bressanone),
5000 m - 16'33”02[46]

2013
- Bronzo ai Campionati italiani assoluti 10000 m su pista, (Ancona), 10000 m - 34'18”70[47]
- 7ª ai Campionati italiani assoluti, (Milano),
1500 m - 4'28”57[48]
- 4ª ai Campionati italiani assoluti, (Milano),
5000 m - 16'17”39[49]
- Oro ai Campionati italiani assoluti di mezza maratona, (Cremona), Mezza maratona - 1:13'14[50]

2014
- 7ª ai Campionati italiani assoluti di mezza maratona, (Verona), Mezza maratona - 1:14'03[51]
- Oro ai Campionati italiani master di mezza maratona, (Chia), Mezza maratona - 1:19'38[52]
- Argento ai Campionati italiani assoluti 10000 m su pista, (Ferrara), 10000 m - 34'12”95[53]
- 4ª ai Campionati italiani assoluti, (Rovereto),
5000 m - 16'31”06[54]
- Argento ai Campionati italiani 10 km su strada, (Isernia), 10 km - 35'47[55]

2015
- Oro ai Campionati italiani assoluti 10000 m, (Isernia), 10000 m 34'04”71[56]
- 6ª ai Campionati italiani assoluti, (Torino),
5000 m - 16'35"80[57]
- Bronzo ai Campionati italiani assoluti di maratona, (Ravenna), Maratona - 2:44'53[58]

2016
- Argento ai Campionati italiani assoluti di mezza maratona, (Fucecchio), Mezza maratona - 1:14'44[59]
- In finale ai Campionati italiani assoluti 10000 metri su pista, (Castelporziano), 10000 m - r[60]
- 4ª ai Campionati italiani assoluti, (Rieti), 5000 m - 16'33"45[61]
- 12ª ai Campionati italiani assoluti 10 km su strada, (Foligno), 10 km - 36'01[62]

## Altre competizioni internazionali
2005
- Argento al Meeting Internazionale “Terra Sarda”,
( Nuraminis), 3000 m - 9'20”38[63]

2007
- Argento al Meeting Internazionale “Terra Sarda”,
( Olbia), 3000 m - 9'17”00[64]

2011
- 6ª alla Maratona di Firenze, ( Firenze),
Maratona - 2:44'35”[65]

2012
- 12ª in Coppa Europa 10000 m, ( Bilbao),
10000 m - 33'02”37[66]
- Argento in Coppa Europa 10000 m, ( Bilbao), Classifica a squadre - 1:36'40"13[66]
- 13ª alla Maratona di Francoforte, ( Francoforte), Maratona - 2:37'14”[67]

2013
- 25ª alla Maratona di New York, ( New York), Maratona - 2:51'00”[68]
- 8ª alla Maratona di Milano, ( Milano),
Maratona - 2:42'09”[69]

2014
- 23ª in Coppa Europa 10000 m, ( Skopje),
10000 m - 34'25”59[70]
- 6ª in Coppa Europa 10000 m, ( Skopje),
Classifica a squadre - 1:44'32"49[70]

2015
- 16ª in Coppa Europa 10000 m, ( Cagliari),
10000 m - 33'52"09[71]
- Bronzo in Coppa Europa 10000 m, ( Cagliari), Classifica a squadre - 1:39'58"66[71]

2016
- 17ª nella Coppa Europa dei 10000 m, ( Mersin), 10000 m - 33'11"26[72]
- 4ª nella Coppa Europa dei 10000 m, ( Mersin), Classifica a squadre - 1:43'11"02[73]

## Attività extrasportive e vita privata
- Dopo aver conseguito nel 1996 il diploma presso il Liceo scientifico “Guglielmo Marconi” di San Gavino Monreale, nel 2004 si è laureata in chimica e tecnologie farmaceutiche[74].
- È stata in servizio prima a Lanusei (2008)[75] e poi a Villacidro (2009) come agente forestale e di vigilanza ambientale della Regione Autonoma della Sardegna, quindi non fa parte del Gruppo Sportivo Forestale.
- Dal 2010 lavora nel Nucleo Investigativo Regionale del Corpo Forestale e di vigilanza ambientale con sede in Cagliari.